# Erik Lundh (landshövding)

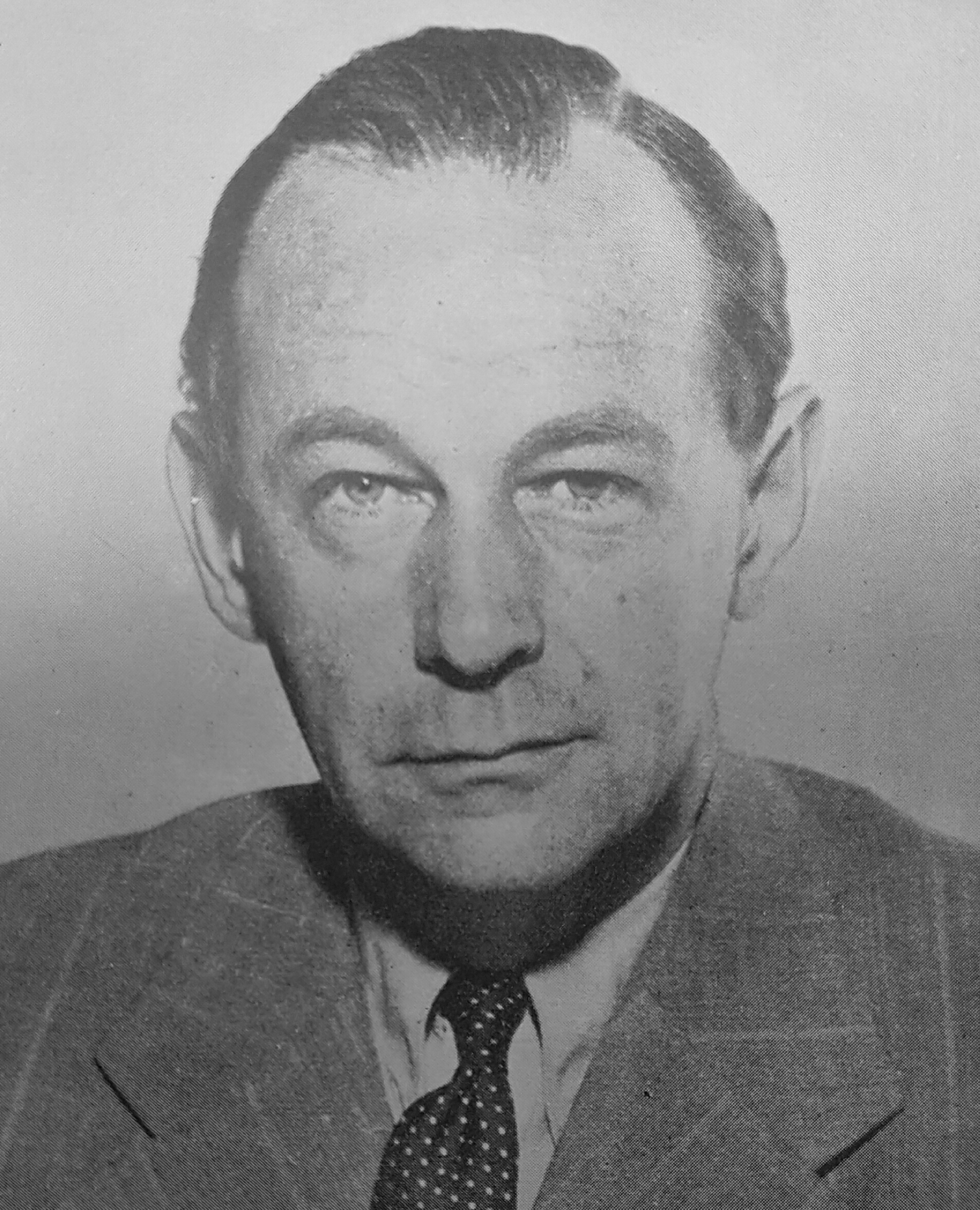
Erik Lundh

Erik Axel Fredrik Lundh, född 8 februari 1895 i Näshulta församling, Södermanlands län, död 8 oktober 1967 i Släps församling, Hallands län, var en svensk bankdirektör, jägmästare och ämbetsman. Han var landshövding i Kronobergs län mellan 1944 och 1946.  
Han invaldes redan 1941 i Ingenjörsvetenskapsakademiens avdelning VIII  och 1956 även i Lantbruksakademien.
Erik Lundh var son till Axel Lundh (1845-1912) och Ingeborg Lindroth (1871-1950). Erik Lundh är begravd på Fasterna Kyrkogård i Rimbo.

## Utmärkelser
- Kommendör med stora korset av Nordstjärneorden, 11 november 1966.[3]